# جيان وانغ
جيان وانغ (بالصينية: 王建) هو عازف تشيلو صيني، ولد في 1968 في شيان في الصين.

## وصلات خارجية
- جيان وانغ على موقع ميوزك برينز (الإنجليزية)
- جيان وانغ على موقع ديسكوغز (الإنجليزية)